# マーカス・トゥプオラ
マーカス・トゥプオラ（Marcus Tupuola、1995年10月5日 - ）は、アメリカ合衆国のラグビー選手。

## プロフィール
- アメリカ合衆国・カーソン出身[1]。
- ポジションはウィング(WTB)。
- 身長 190cm、体重 90kg

## 略歴
2019年、サンディエゴ・リージョンに加入。
2024年、パリ2024五輪の7人制アメリカ代表に選ばれた。